# 60. Internationale Sechstagefahrt
Die 60. Internationale Sechstagefahrt war die Mannschaftsweltmeisterschaft im Endurosport und fand vom 30. September bis 5. Oktober 1985 im spanischen Alp sowie der Cerdanya statt. Die Nationalmannschaft Schwedens konnte zum zweiten Mal die World Trophy gewinnen. Die Nationalmannschaft der DDR konnte die in diesem Jahr erstmals ausgetragene Junior World Trophy (Nachfolger der Silbervase) gewinnen.

## Wettkampf

### Organisation
Eine bedeutende Änderung betraf den Wettbewerb um die Silbervase: Bis 1970 galt für die World Trophy die Regel, dass Fahrer und Motorrad aus derselben Nation stammen mussten. Die Silbervase war ursprünglich als Wertung für Mannschaften aus Nationen ohne eigene Motorradproduktion gedacht. Um nun eine Unterscheidung zur World Trophy zu schaffen, wird dieser Pokal seit 1985 als Junioren-Weltmeisterschaft gewertet und ein Alterlimit von 23 Jahren eingeführt.
Für den Wettkampf waren 425 Fahrer von 26 Motorsportverbänden der FIM gemeldet. Um die World und Junior World Trophy fuhren Mannschaften aus 19 bzw. elf Nationen. Zudem waren 32 Fabrik- und 51 Club-Mannschaften am Start.
BRD und DDR nahmen jeweils an der World und Junior World Trophy sowie mit acht bzw. einer Clubmannschaft teil. Österreich nahm an der World Trophy sowie mit einer Clubmannschaft teil. Sechs Fahrer aus der Schweiz bildeten zwei KTM-Fabrikmannschaften.
Innerhalb jeder Etappe der ersten fünf Fahrtage mussten zwei Motocrossprüfungen zwischen 3 und 5 Kilometern, eine Spezialprüfung zwischen 2 und maximal 8 Kilometern sowie eine Beschleunigungsprüfung über 200 Meter absolviert werden.

### 1. Tag
Von den 425 gemeldeten Fahrern nahmen 396 aus 24 Nationen den Wettkampf auf. Die 264 Kilometer lange Tagesetappe führte auf bis zu 2500 msnm. Das Wetter war heiß und niederschlagsfrei.
In der World Trophy führte die Mannschaft Schwedens, vor Italien und der Mannschaft der DDR. Der DDR-Fahrer Jens Thalmann erhielt 60 Strafpunkte, da er sein Motorrad nicht innerhalb der vorgeschriebenen Zeit in Gang bringen konnte. Die Mannschaft der BRD belegte den 8., die Mannschaft Österreichs den 11. Platz.
Bei der Junior World Trophy führte die Mannschaft Spaniens vor der ČSSR der Mannschaft Schwedens. Im Team der DDR kassierte Jens Grüner Strafpunkte, da er nach einem erforderlichen Auspuffwechsel die Sollzeit am nächsten Kontrollpunkt überschritten hatte. Das Team belegte den 5. Platz. Die Mannschaft der BRD belegte den 9. Platz.
50 Fahrer schieden aus dem Wettbewerb aus.

### 2. Tag
Die Strecke des zweiten Tages war 262 Kilometer lang. Das Wetter war weiterhin heiß, enorme Staubentwicklung auf der Strecke sorgte stellenweise für Sichtbehinderungen.
In der World Trophy führte die Mannschaft Italiens, vor der DDR und der Mannschaft Schwedens. Die Mannschaft Österreichs verbesserte sich auf den 10. Platz. Die BRD-Mannschaft hatte einen Fahrerausfall und rutschte auf den 13. Platz ab.
Bei der Junior World Trophy führte die Mannschaft der DDR vor Spanien und der Mannschaft Schwedens. Die Mannschaft der BRD lag weiter auf dem 9. Platz.

### 3. Tag
Die dritte Tagesetappe war 286 Kilometer lang. Das Wetter war unverändert heiß und niederschlagsfrei.
In der World Trophy führte die Mannschaft Italiens, vor Schweden und der Mannschaft der DDR. Die Mannschaft Österreichs lag unverändert auf dem 10. Platz, das Team der BRD hatte einen weiteren Fahrerausfall zu verzeichnen und rutschte auf den 17. Platz ab.
Bei der Junior World Trophy führte weiter die Mannschaft der DDR vor Spanien und der Mannschaft Schwedens. Die Mannschaft der BRD hatte einen Fahrerausfall zu verzeichnen und rutschte dadurch auf den 10. Platz ab.

### 4. Tag
Am vierten Fahrtag wurde die Etappe des zweiten Tages in entgegengesetzter Richtung gefahren.
In der World Trophy führte weiter die Mannschaft Italiens, vor Schweden und der Mannschaft der DDR. In der Mannschaft der DDR erhielten Jens Thalmann und Jochen Schützler Strafpunkte: Schützlers Motorrad war ausgegangen. Der hinter ihm fahrende Thalmann half ihm bei der Suche nach der Ursache, die in einem Schaden an der Bezinzufuhr entdeckt und repariert wurde. Nach einem zusätzlichen Zündkerzenwechsel lief das Motorrad wieder. Das österreichische Team verbesserte sich auf den 9. Platz. Die Mannschaft der BRD profitierte von Fahrerausfällen der Konkurrenz und verbesserte sich auf den 13. Platz.
Bei der Junior World Trophy führte wie am Vortag die Mannschaft der DDR vor Spanien und der Mannschaft Schwedens. Der DDR-Fahrer Jens Grüner sowie der Niederländer Martin Schalkwijk leisteten auf der Strecke einem gestürzten, schwerverletztem Streckenposten Erste Hilfe. Die Zeitüberschreitung beider Fahrer wurde daher in der abendlichen Sitzung annulliert. Das Team der BRD lag unverändert auf dem 10. Platz.

### 5. Tag
Am fünften Tag ist die Strecke des dritten Tages in umgekehrter Richtung zu absolvieren.
Nachdem ein italienischer Fahrer wagen technischen Defektes an seinem Motorrad aufgeben musste, führte in der World Trophy die Mannschaft Schwedens vor der DDR und der Mannschaft Spaniens. Die Mannschaft Österreichs belegte weiter den 9., die Mannschaft der BRD den 13. Platz.
Bei der Junior World Trophy führte nach wie vor die Mannschaft der DDR vor Spanien und der Mannschaft Schwedens. Das Team der BRD lag nach wie vor auf dem 10. Platz.

### 6. Tag
Am letzten Fahrtag waren 81 Kilometer Strecke zu fahren. Das Abschluss-Motocrossrennen, bei dem sieben Runden in Bestzeit gefahren werden mussten, fand auf einer Strecke in rund 2000 msnm statt. Das Wetter war bedeckt, es fiel nur kurzzeitig leichter Nieselregen.
Im Abschlussrennen erlitten die DDR-Trophyfahrer Uwe Weber und Reinhard Klädtke jeweils Reifenschäden, wodurch die Mannschaft noch auf den dritten Platz in der Wertung zurückfiel.
Von 396 am ersten Tag gestarteten Fahrern erreichten 251 das Ziel.

## Endergebnisse

### World Trophy
| Platz | Team                            | Punkte     |
| ----- | ------------------------------- | ---------- |
| 1.    | Schweden                        | 1.792,28   |
| 2.    | Spanien                         | 2.788,85   |
| 3.    | Deutsche Demokratische Republik | 2.900,60   |
| 4.    | Vereinigte Staaten              | 5.442,72   |
| 5.    | Vereinigtes Königreich          | 6.878,92   |
| 6.    | Australien                      | 21.561,51  |
| 7.    | Tschechoslowakei                | 19.457,42  |
| 8.    | Italien                         | 31.516,29  |
| 9.    | Österreich                      | 55.920,51  |
| 10.   | Polen                           | 97.129,18  |
| 11.   | Niederlande                     | 97.507,79  |
| 12.   | Belgien                         | 140.941,81 |
| 13.   | BR Deutschland                  | 141.316,59 |
| 14.   | Finnland                        | 142.875,45 |
| 15.   | San Marino                      | 160.817,91 |
| 16.   | Mexiko                          | 175.364,56 |
| 17.   | Irland                          | 236.356,53 |
| 18.   | Kanada                          | 266.957,06 |
| 19.   | Portugal                        | 540.000,00 |

### Junior Trophy
| Platz | Team                            | Punkte     |
| ----- | ------------------------------- | ---------- |
| 1.    | Deutsche Demokratische Republik | 1.780,05   |
| 2.    | Spanien                         | 2.216,67   |
| 3.    | Schweden                        | 2.390,66   |
| 4.    | Tschechoslowakei                | 3.072,56   |
| 5.    | Italien                         | 3.513,37   |
| 6.    | Finnland                        | 10.502,25  |
| 7.    | Kanada                          | 20.980,08  |
| 8.    | Vereinigte Staaten              | 62.393,12  |
| 9.    | Vereinigtes Königreich          | 82.528,69  |
| 10.   | BR Deutschland                  | 113.891,11 |
| 11.   | Niederlande                     | 141.915,30 |

### Club-Mannschaften
| Platz | Team                           | Punkte   |
| ----- | ------------------------------ | -------- |
| 1.    | FMCK SKVDE                     | 2.187,83 |
| 2.    | PROVENCE-1                     | 4.179,04 |
| 3.    | DUKLA PRAHA                    | 4.221,85 |
| 4.    | Wheels Motorcycle Club Lancing | 4.641,76 |
| 5.    | SVS SVARZA PRAHA               | 5.893,29 |

### Fabrik-Mannschaften
| Platz | Team          | Punkte   |
| ----- | ------------- | -------- |
| 1.    | Husqvarna I   | 630,97   |
| 2.    | Simson I      | 1.060,79 |
| 3.    | Husqvarna II  | 1.161,34 |
| 4.    | MZ I          | 1.383,00 |
| 5.    | Husqvarna III | 1.510,93 |
| 6.    | MZ II         | 1.517,73 |

### Einzelwertung
| Klasse                  | Starter | Gold | Silber | Bronze | Ausfall/Disqualifikation | Klassensieger (Motorrad)        | Punkte   |
| ----------------------- | ------- | ---- | ------ | ------ | ------------------------ | ------------------------------- | -------- |
| bis 80 cm³ (Zweitakt)   | 22      | 9    | 4      | 2      | 7                        | Pierfranco Muraglia (Accossato) | 6.541,47 |
| bis 125 cm³ (Zweitakt)  | 68      | 18   | 10     | 18     | 27                       | Renato Pegurri (TM)             | 6.294,67 |
| bis 250 cm³ (Zweitakt)  | 154     | 27   | 32     | 43     | 52                       | Gilles Lalay (Honda)            | 6.121,82 |
| bis 500 cm³ (Zweitakt)  | 109     | 17   | 28     | 23     | 41                       | Bohumil Posledni (Jawa)         | 6.246,30 |
| über 500 cm³ (Viertakt) | 43      | 5    | 5      | 15     | 18                       | Guglielmo Andreini (Husqvarna)  | 6.369,45 |
| Gesamt                  | 396     | 71   | 79     | 101    | 145                      |                                 |          |